# Алексеевское (озеро, Приморский край)
Алексеевское — озеро в горной системе Сихотэ-Алинь.
Находится в Партизанском районе Приморского края. Расположено на горе Ольховая, на высоте около 1500 м над уровнем моря. Озерцо располагается прямо под вершиной с восточной стороны. От данного озера тянется канал ко второму озеру на юге от вершины, которое дает начало ручью Каменистому, впадающему в реку Алексеевка.
Котловина озера Алексеевское эрозионно-тектонического происхождения. Размер озера 40 на 20 м, глубина до 3,0 м, уровень воды сильно колеблется в зависимости от количества осадков. Вода пригодна для питья. В хорошую погоду вода прогревается до комфортной для купания температуры.
Популярный туристический объект.